# LOOSE (前田亘輝のアルバム)
『LOOSE』（ルース）は、前田亘輝1枚目のオリジナル・アルバム。1987年2月26日にCBS/SONYから発売後、2007年6月20日にSony Music Associated Recordsから再発売。

## 概要
前田にとっては初となるソロアルバム。春畑道哉の1stアルバム『DRIVIN'』と同時発売。
この2作は収録曲とジャケットデザインが共通している。全6曲入りでジャケットには前田と春畑がスタジオで並んで向かい合っている写真を本人が中央になるように切り取ったものが使われており、この2作のジャケットを重ねると1つの絵になる仕様となっている。また、本作にはアルバムタイトルよりもNOBU、『DRIVIN'』にはHARUとそれぞれ大きく表記されている。
全曲洋楽のカバーで構成されている。
前田ソロでは本作が唯一アナログレコードでも発売されている。
前田は同年12月、TUBEのメンバーとその楽曲作家陣で構成された渚のオールスターズも始動させており、1987年から1989年まではTUBE、渚のオールスターズ、ソロ活動と並行して音楽活動を行った。

## 収録曲
- CDブックレットに記載されたクレジットを参照[4]。

| 全編曲: 中島正雄。 |                                                      |                   |      |
| #                  | タイトル                                             | 作詞・作曲        | 時間 |
| 1.                 | 「CAN'T TURN YOU LOOSE」(原曲：Otis Redding)         | Otis Redding      | 3:15 |
| 2.                 | 「PROUD MARY」(原曲：Creedence Clearwater Revival)   | John C.Fogerty    | 4:09 |
| 3.                 | 「Ain't Nobody's Business」(原曲：Jimmy Witherspoon) | Jimmy Witherspoon | 5:46 |

| 全編曲: 中島正雄。 |                                                         |                      |       |
| #                  | タイトル                                                | 作詞・作曲           | 時間  |
| 4.                 | 「GET BACK」(原曲：The Beatles)                         | J.Lennon-P.McCartney | 3:22  |
| 5.                 | 「SWEET HOME CHICAGO」(原曲：Robert Johnson)            | Robert Johnson       | 3:18  |
| 6.                 | 「THAT'S LIFE」(原曲：Marian Montgomery、Frank Sinatra) | D.Kay-K.Gordon       | 3:12  |
| 合計時間:          | 合計時間:                                               | 合計時間:            | 23:02 |

## スタッフ・クレジット
- CDブックレットに記載されたクレジットを参照[5]。

### 参加ミュージシャン
- 岡本郭男 - ドラムス
- 渡辺直樹 - ベース (#1,3,5)
- 森田恭一 - ベース (#2,4,6)
- 北島健二 – ギター (#1)
- 塩次伸二 - ギター (#2,4,6)
- 中島正雄 - ギター (#1,3,5)、シンセブラス (#1)、コーラス (#5)
- 小島良喜 - ピアノ、オルガン (#1)、コーラス (#6)
- 島健 - オルガン (#3)
- 古村敏比古 - サックス (#5)
- 妹尾隆一郎 - ハーブ (#3)
- 長岡長次郎 - シンセブラス (#2,4,6)
- 桑名晴子 - コーラス (#2,4,6)
- 坪倉唯子 – コーラス (#2,4,6)
- 小松久 - コーラス (#5)

### 録音スタッフ
- 長戸大幸 – プロデューサー
- 小松久 – ディレクター
- 中島正雄 - ディレクター
- 坂本充弘 – レコーディング・エンジニア
- 石井久 - アシスタント・エンジニア
- 馬場哲夫 - CDマスタリング・エンジニア

### 美術スタッフ
- 仁張明男 – アート・ディレクション、デザイン
- 坂井智明 – デザイン
- 山田晴美 - デザイン
- 山内順仁 – 写真撮影
- 十川ヒロ子 – スタイリスト
- 吉田和則 - ヘアー、メイクアップ

### その他スタッフ
- 渡部良 - アーティスト・マネージメント
- 菅原潤一 – エグゼクティブ・プロデューサー
- 春畑道哉 – スペシャル・サンクス
- 角野秀行 – スペシャル・サンクス
- 松本玲二 – スペシャル・サンクス
- Amy - スペシャル・サンクス

## リリース日一覧
| No. | リリース日    | レーベル                       | 規格         | カタログ番号 | 備考                   |
| --- | ------------- | ------------------------------ | ------------ | ------------ | ---------------------- |
| 1   | 1987年2月26日 | CBS・ソニー                    | LP           | 20AH2151     |                        |
| 2   | 1987年2月26日 | CBS・ソニー                    | CT           | 20KH2099     |                        |
| 3   | 1987年2月26日 | CBS・ソニー                    | CD           | 28DH622      |                        |
| 4   | 2007年6月20日 | Sony Music Associated Records  | CD           | AICL-1862    |                        |
| 5   | 2012年11月7日 | ソニー・ミュージックレーベルズ | ロスレスFLAC | -            | デジタル・ダウンロード |
| 6   | 2014年4月1日  | ソニー・ミュージックレーベルズ | AAC-LC       | -            | デジタル・ダウンロード |